# Kevin Anderson (tennista)
Kevin Anderson (Johannesburg, 18 maggio 1986) è un tennista sudafricano.
Ha vinto sette tornei del circuito ATP e ha raggiunto la finale agli US Open 2017 e al torneo di Wimbledon 2018. È stato inoltre semifinalista alle ATP Finals 2018. Il suo miglior piazzamento nella classifica ATP di singolare è il 5º posto del 16 luglio 2018, miglior ranking mai raggiunto da un tennista africano. Ha rappresentato il Sudafrica sia in Coppa Davis sia alle Olimpiadi di Pechino del 2008. Nel 2012 è diventato membro dell'ATP Player Council, di cui è stato eletto presidente nel 2020.
Ritiratosi dall'attività nel maggio 2022, è ritornato nel circuito ATP a partite dal torneo di Newport 2023.

## Carriera

### Carriera nel college
Anderson gioca tre stagioni nel campionato college negli Stati Uniti con l'Università dell'Illinois - Urbana-Champaign, laureandosi tre volte campione nazionale in singolare e due volte in doppio. Alla fine della stagione 2007 abbandona i campionati dei college per cominciare la carriera professionistica.

### Professionismo

#### 2003-2004, tornei Futures
Nel 2003, a 17 anni, Anderson disputa il suo primo torneo professionistico e vince quattro incontri del tabellone principale. Grazie a quest'unica partecipazione arriva alla posizione numero 1178 nel ranking ATP. Finisce l'anno inoltre alla 902ª posizione nella classifica di doppio.
Nel novembre 2004 conquista il suo primo torneo Futures a Gaborone, in Botswana, sconfiggendo anche tennisti delle prime 300 posizioni della classifica; nelle due settimane successive colleziona anche una finale e una semifinale in altri due Futures a Pretoria, scalando così in soli 20 giorni quasi 400 posizioni. Conclude l'anno al 665º posto del ranking con soli tre tornei disputati.

#### 2005-2006, prime partecipazioni ai tornei Challenger
Nel 2005 disputa tornei Futures esclusivamente negli Stati Uniti e, in agosto, raggiunge la semifinale del Futures USA F21. A novembre gioca il suo primo torneo del circuito Challenger, qualificandosi e sconfiggendo il numero 192 del mondo Jan-Michael Gambill al primo turno. Finisce dunque la stagione alla posizione nº 766.
Nel 2006 disputa i primi tornei professionistici della stagione a giugno, ancora negli Stati Uniti, perdendo in finale in due Futures. A novembre, sconfiggendo il numero 107 Kevin Kim, raggiunge il primo quarto di finale in un torneo Challenger. Finisce la stagione al 517º posto in classifica ATP dopo essere stato 513º, suo miglior risultato. In doppio vince un paio di Futures americani a giugno e finisce l'anno al numero 530.

#### 2007, prime partecipazioni ai tornei ATP e primi tornei Challenger vinti
Nel 2007 accede per la prima volta a un tabellone principale di un torneo dell'ATP Tour in singolare a New Haven, battendo nelle qualificazioni il nº 88 ATP Chris Guccione, viene sconfitto al primo turno dal nº 41 Arnaud Clément. Nel settembre di quell'anno si afferma sia in singolare che in doppio al Challenger di New Orleans, portando il suo record nella classifica ATP al 211º posto in singolare e al 395º in doppio.

#### 2008, prima finale in un torneo ATP e top 100 del ranking
Comincia bene il 2008 raggiungendo i quarti in un Challenger in Nuova Caledonia e supera quindi le qualificazioni all'Australian Open, entrando per la prima volta nel tabellone di uno Slam, dove perde al primo turno costringendo al quinto set il nº 84 ATP Alejandro Falla; il risultato lo porta al 190º posto del ranking. In marzo supera le qualificazioni al Las Vegas Open e batte quindi in due set la sesta testa di serie Michaël Llodra. Al secondo turno supera John Isner 7–6, 7–5 e per la prima volta raggiunge i quarti di un torneo ATP, nei quali batte Evgenij Korolëv per 6–2, 6–0. Batte ancora in due set Robby Ginepri in semifinale e in finale perde da Sam Querrey in 3 set.
Al secondo turno del Miami Open di Miami batte il nº 3 del mondo Novak Đoković, ottenendo la sua prima vittoria contro un top ten, per poi uscire al terzo turno contro Igor' Andreev dopo tre set combattuti. La finale raggiunta al Challenger di Surbiton in giugno in singolare lo proietta al 95º posto del ranking. Al torneo di Wimbledon, in coppia con Robert Lindstedt, arriva ai quarti di finale, dove i due si arrendono a Daniel Nestor e Nenad Zimonjić che vinceranno il torneo. Ai successivi Giochi olimpici di Pechino perde al secondo turno da Nicolas Kiefer 4–6, 7–6, 4–6 e in coppia con Jeff Coetzee viene battuto dagli spagnoli Nicolás Almagro e David Ferrer per 6–3, 3–6, 4–6. Chiude l'anno in calando e l'unica soddisfazione è la vittoria nel trofeo Challenger di Champaign.

#### 2009, vittoria al Challenger di Sanremo

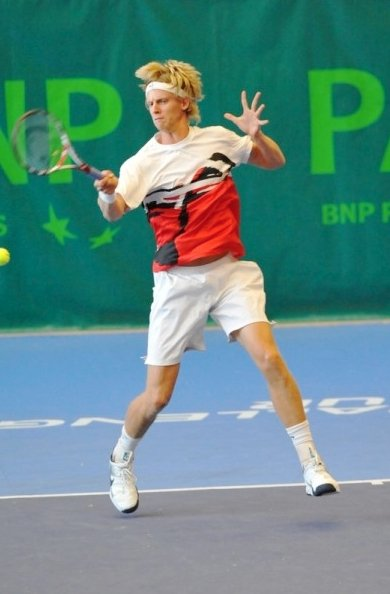
All'Open de Rennes nel 2009

Inizia male il 2009 con una serie di sconfitte nei primi turni e si riprende in maggio vincendo il Challenger di Sanremo superando in tre set nella finale Blaž Kavčič. Di rilievo la vittoria in giugno su Fognini ai Queen's Club Championships sull'erba del Queen's di Londra, dove perde al secondo turno da Sam Querrey. Esce nelle qualificazioni sia al Roland Garros che a Wimbledon. Il resto della stagione è anonimo e gli unici risultati discreti sono le finali raggiunte in due tornei Challenger. Chiude l'anno al 161º posto in singolare e al 171º in doppio.

#### 2010, terzo turno agli US Open
All'inizio del 2010 riesce a superare le qualificazioni in diversi tornei ATP e in aprile vince il Challenger di Baton Rouge, al quale non partecipa alcun top 100. Questi risultati gli garantiscono la sua migliore classifica con l'85º posto. Nei tornei successivi viene sconfitto sempre alle qualificazioni o nei primi turni dei tornei ATP, ma si mette in mostra al primo turno di Wimbledon perdendo al quinto set contro il nº 5 del mondo Nikolaj Davydenko, dopo aver vinto i primi due. Subito dopo arriva in semifinale agli Atlanta Tennis Championships, dove viene sconfitto in tre set da Isner. In agosto batte nei primi turni del Canadian Open a Toronto i quotati Leonardo Mayer e Sam Querrey, al terzo turno viene sconfitto dal nº 1 Rafael Nadal. Ai successivi US Open vince il suo primo incontro di uno Slam battendo in tre set Somdev Devvarman, al secondo turno supera in 5 set il nº 28 ATP Thomaz Bellucci e viene eliminato al terzo dal nº 38 Richard Gasquet per 4-6, 6-7, 5-7. Finisce l'annata perdendo la finale del Challenger di Seul e al 61º posto del ranking dopo essere stato 58º, suo nuovo record.

#### 2011, primo titolo ATP
Ormai inserito direttamente nei tabelloni principali ATP, inizia il 2011 arrivando alle semifinali del Brisbane International, dove perde in tre set dal nº 8 ATP Andy Roddick in tre set. Sconfitto al primo turno negli Australian Open da Blaž Kavčič, si riprende subito e vince il primo titolo ATP nel torneo di casa dell'SA Open a Johannesburg, che gli consente di arrivare alla 40ª posizione del ranking. La scalata prosegue e raggiunge i quarti a Delray Beach e al Masters 1000 di Miami, dove viene battuto da Đoković. Raggiunge così il 33º posto, suo nuovo best ranking. Segue una serie di discreti risultati tra cui le prime vittorie al Roland Garros e a Wimbledon, uscendo comunque al secondo turno in entrambi gli Slam. Batte a sorpresa il nº 4 del mondo Andy Murray 6-3, 6-1 al secondo turno del Canadian Open in Canada, perdendo poi dal nº 17 Stan Wawrinka in tre combattuti set. In settembre supera due turni agli US Open, dove perde al terzo dal nº 8 ATP Mardy Fish. Il mese successivo arriva ai quarti del China Open a Pechino perdendo in tre set da Marin Čilić dopo aver sconfitto in due set il nº 15 Andy Roddick al primo turno e Albert Montañés al secondo. Il risultato lo porta al 30º posto del ranking, nuovo record di Anderson.

#### 2012, secondo titolo ATP
Agli Australian Open 2012 supera per la prima volta il primo turno e dopo aver battuto al secondo Serhij Stachovs'kyj viene sconfitto al terzo dal numero 7 ATP Tomáš Berdych. Il 4 marzo vince il torneo di Delray Beach, suo secondo titolo ATP, e due settimane dopo raggiunge la 28ª posizione del ranking. La trasferta americana continua con tre eliminazioni in due set al terzo turno: a Indian Wells in due set da Đoković, a Miami da Fish e a Houston da Juan Mónaco. I tornei sulla terra battuta in Europa non lo vedono protagonista e chiude con l'eliminazione al terzo turno al Roland Garros, sconfitto in 5 set da Berdych; si tratta comunque del suo miglior risultato nel torneo. Nel resto della stagione Anderson non raccoglie risultati di rilievo, arriva ai quarti al Queen's dove perde da Grigor Dimitrov che lo batte anche al primo turno a Wimbledon, poi raramente supera il secondo turno. Riesce comunque a mantenersi stabile in classifica e chiude l'anno al 37º posto.

#### 2013, prima volta al quarto turno in uno Slam
Il 2013 comincia con la finale raggiunta a Sydney, dove perde in 3 set dal padrone di casa Bernard Tomić, nº 64 del ranking. Arriva per la prima volta al quarto turno all'Australian Open, venendo sconfitto dal nº 6 Berdych 3-6, 2-6, 6-7. A Indian Wells batte il nº 4 Ferrer al secondo turno ma si arrende nuovamente a Berdych nei quarti. In aprile arriva in finale nell'ATP 250 di Casablanca, perdendo da Tommy Robredo in 3 set, ma ritoccando il suo record nel ranking con il 26º posto. La stagione sul rosso prosegue senza risultati di rilievo e si chiude a Parigi dove per la prima volta giunge al quarto turno ma viene superato nettamente in tre set da Ferrer dopo aver sconfitto Milos Raonic al terzo. Anche a Wimbledon migliora il suo record arrivando al terzo turno, nel quale trova ancora Berdych a eliminarlo in 4 set. La semifinale raggiunta a Bogotà, la finale ad Atlanta e i quarti a Washington lo portano al 19º posto del ranking. Nell'ultima parte della stagione non supera più il secondo turno e chiude in 20ª posizione.

#### 2014, conferma ai vertici

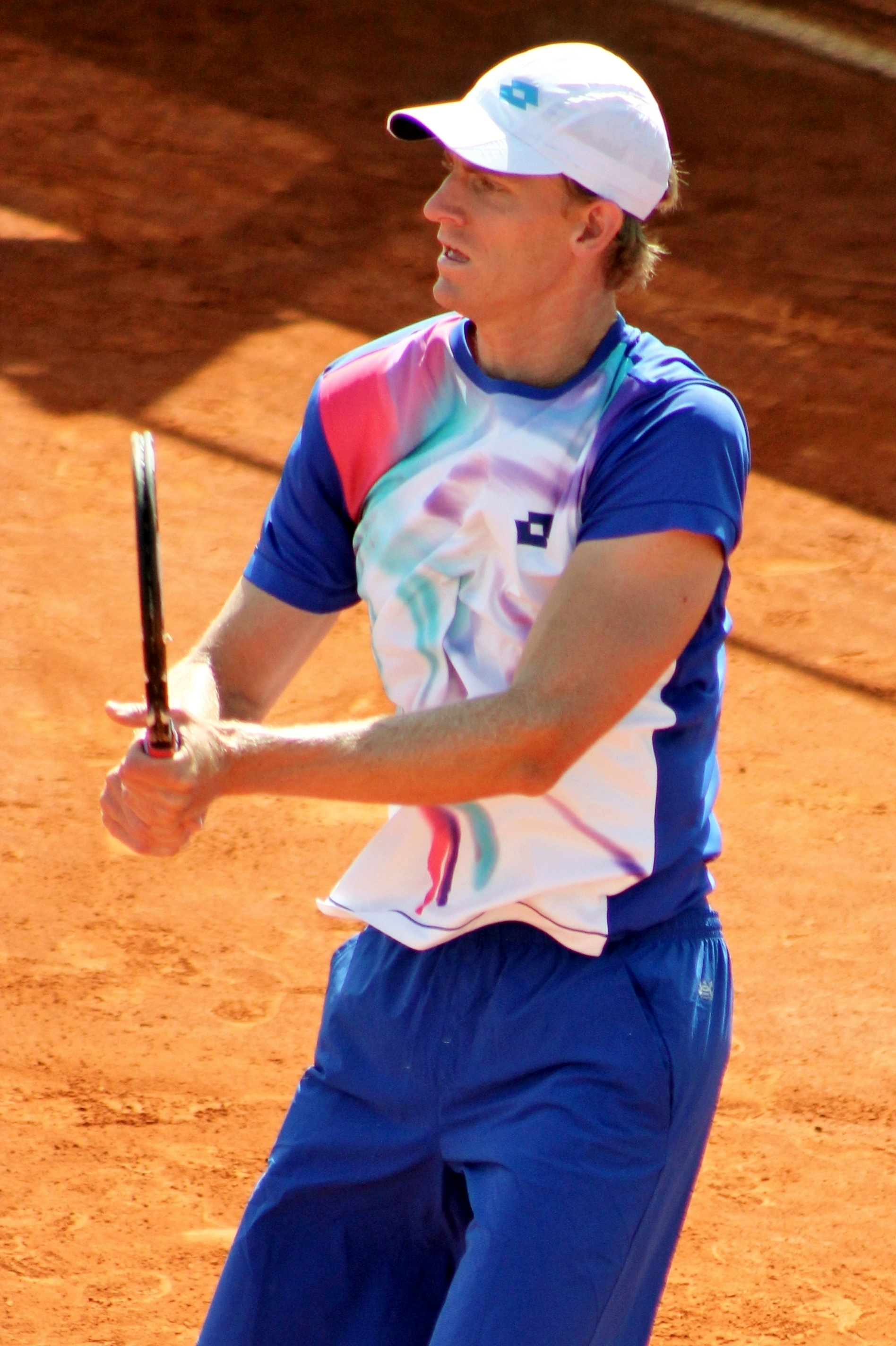
Nel 2014

Come l'anno precedente, Anderson giunge al quarto turno dell'Australian Open e viene seccamente sconfitto dalla sua bestia nera Berdych. Conferma anche i buoni risultati a Delray Beach, dove arriva in finale e perde da Cilic in 3 combattuti set. Al successivo torneo di Acapulco supera ancora Ferrer nei quarti ma viene sconfitto in finale da Dimitrov al tiebreak del st decisivo. A Indian Wells elimina al terzo turno il nº 3 ATP Wawrinka e nei quarti cede in due set al nº 8 Federer. Il risultato migliore della stagione sulla terra rossa europea è il 4º turno raggiunto al Roland Garros, in cui viene sconfitto in 4 set da Ferrer. A Wimbledon supera in 5 set Fognini e accede per la prima volta al quarto turno, dove viene battuto dall'idolo di casa Murray in 3 set. Nella trasferta sul cemento americano arriva ai quarti a Washington e nel Masters di Toronto, dove sconfigge di nuovo Wawrinka e per la seconda volta in stagione perde al tiebreak del set decisivo da Dimitrov. Agli US Open viene eliminato al terzo turno da Čilić, che si aggiudicherà il torneo. Questi risultati gli consentono di ritoccare il suo miglior ranking con il 16º posto raggiunto in ottobre. Al terzo turno del Masters 1000 di fine anno a Parigi Bercy sconfigge per la terza volta in stagione il top 5 Wawrinka ma si deve arrendere ancora a Berdych nei quarti.

#### 2015, quarti di finale negli US Open e 10º posto nel ranking ATP
Nel 2015, dopo la semifinale raggiunta a Auckland, Anderson torna a disputare il quarto turno agli Australian Open e viene sconfitto da Nadal in 3 set. Il mese dopo perde la finale a Memphis in due set dal nº 5 ATP Kei Nishikori, che lo batte anche in semifinale ad Acapulco. Non va oltre il terzo turno a Roma e al Roland Garros, battuto rispettivamente da Federer e Gasquet. Perde sull'erba del Queen's la finale contro Murray e a Wimbledon nel quarto turno contro Đoković. A fine agosto vince il terzo titolo ATP battendo in finale nel Winston-Salem Open Pierre-Hugues Herbert. Agli US Open arriva per la prima volta ai quarti di finale di uno Slam con il successo negli ottavi in 4 set sul nº 3 del mondo Andy Murray, venendo poi battuto nettamente da Wawrinka. Il grande risultato gli garantisce il suo miglior piazzamento ATP con il 10º posto. Al prestigioso Shanghai Masters batte Fognini e il nº 6 ATP Nishikori prima di perdere nei quarti da Jo-Wilfried Tsonga. Chiude la sua migliore stagione con un record di 46 vittorie e 24 sconfitte e il 12º posto nel ranking.

#### 2016, problemi fisici
A inizio stagione si infortuna al ginocchio sinistro e deve dare forfait al Chennai Open, rientra a Auckland e viene eliminato nei quarti ma all'Australian Open è costretto al ritiro durante il match di primo turno. Resta fermo 4 settimane e quando torna a giocare a Delray Beach si ritira di nuovo durante l'incontro di primo turno per un problema alla caviglia; resta quindi fuori altri due mesi e mezzo, durante i quali si sottopone a un piccolo intervento chirurgico alla caviglia. Fa il suo nuovo rientro in maggio a Madrid e nelle prime sette settimane raccoglie soprattutto sconfitte, tra cui quella al primo turno al Roland Garros, continuando a perdere posizioni in classifica. Si spinge fino ai quarti a Nottingham mentre al primo turno di Wimbledon spreca un match point contro Denis Istomin, che si impone in rimonta al quinto set. Al Masters di Toronto viene eliminato nei quarti da Wawrinka e non va oltre il terzo turno a Cincinnati, agli US Open, dove perde dal nº 11 ATP Jo-Wilfried Tsonga, a Chengdu e a Stoccolma. Chiude la tribolata stagione, nella quale ha avuto problemi anche alla spalla destra e all'inguine, al 67º posto del ranking dopo essere stato 70º in novembre, la posizione più bassa dalla 77ª del settembre 2010.

#### 2017, finale agli US Open

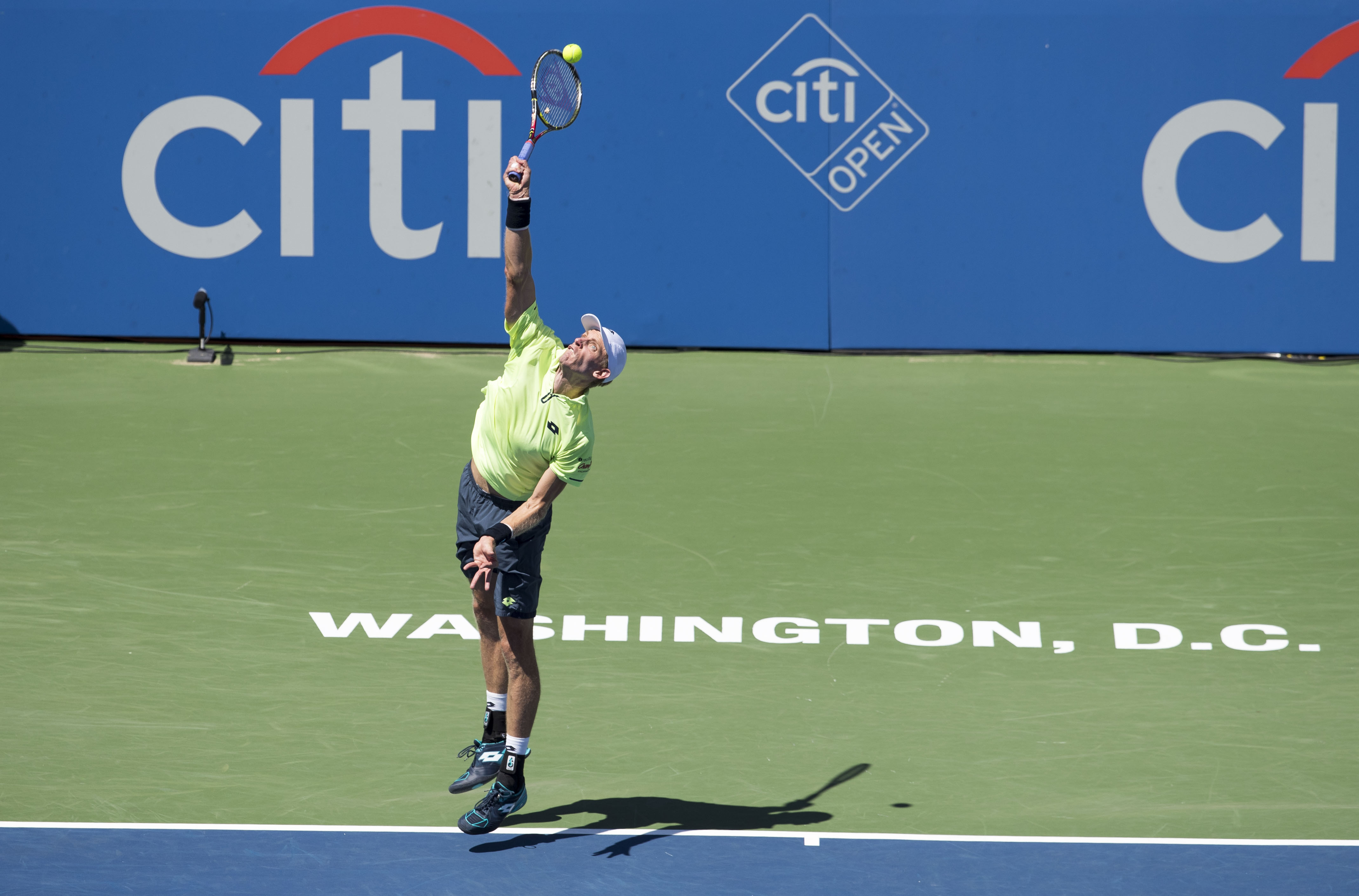
Washington 2017, il potente servizio di Anderson, che arriva alla velocità di 220 km orari.

Un nuovo problema all'anca gli fa saltare l'inizio stagione 2017 in Australia e in gennaio scende all'80º posto nel ranking. Riprende a metà febbraio e nei primi 5 tornei vince solo 2 incontri di primo turno; a fine aprile batte David Ferrer al secondo turno a Barcellona e perde al terzo da Nadal. Lentamente i risultati cominciano ad essere favorevoli e ottiene qualche vittoria importante all'Estoril, a Ginevra e soprattutto al Roland Garros, dove supera il nº 19 Kyrgios al secondo turno e Kyle Edmund al terzo prima di ritirarsi negli ottavi contro il nº 8 Marin Čilić. Risale così alla 37ª posizione del ranking e rientra dopo 15 giorni per la stagione sull'erba; anche a Wimbledon esce agli ottavi perdendo in 5 set contro il nº 28 Sam Querrey. Ritrovata la forma si presenta al torneo ATP 500 di Washington, dove batte in un incontro equilibrato il favorito Dominic Thiem agli ottavi, in semifinale ha la meglio in due set Jack Sock e torna così dopo quasi due anni a disputare una finale, nella quale viene sconfitto dalla rivelazione dell'anno, il nº 8 del ranking Alexander Zverev. Viene sconfitto da Zverev anche nei quarti del Canadian Open dopo aver superato in due set i quotati Pablo Carreño Busta e Querrey nei turni precedenti.
Gli ottimi risultati gli consentono di presentarsi agli US Open come testa di serie nº 28. Nei primi turni elimina nell'ordine il qualificato JC Aragone, l'ex top ten Ernests Gulbis e Borna Ćorić. Sconfigge al quarto turno Paolo Lorenzi ed eguaglia il risultato del 2015 arrivando ai quarti, dove batte lo statunitense testa di serie n°12 Sam Querrey. Alla sua prima semifinale di uno Slam, supera Pablo Carreño Busta con il punteggio di 4-6, 7-5, 6-3, 6-4 e viene sconfitto in finale da Rafael Nadal per 6-3, 6-3, 6-4. Arriva così alla 15ª posizione del ranking e malgrado il finale di stagione incerto chiude 14º.

#### 2018: prima finale a Wimbledon, semifinale alle ATP Finals e nº 5 del mondo
Debutta nel 2018 raggiungendo la finale del Maharashtra Open a Pune, perde 6-7, 2-6 da Gilles Simon ma il risultato lo porta all'11º posto del ranking. Ai successivi Australian Open viene battuto al primo turno dal nº 49 ATP Kyle Edmund. Comincia invece bene la trasferta americana, vince il suo quarto titolo ATP in febbraio sul cemento del New York Open battendo in finale Sam Querrey 4-6, 6-3, 7–6(1), il giorno sale al 9º posto in classifica e la settimana dopo all'8º, suoi nuovi best ranking. Arriva in finale anche al successivo ATP 500 di Acapulco, ma viene battuto dal nº 9 mondiale del Potro per 4-6, 4-6. Non va oltre i quarti di finale nei Masters 1000 di Indian Wells e Miami, perdendo in entrambe le occasioni in tre set rispettivamente da Ćorić e Carreño Busta. Fa il suo debutto sulla terra rossa europea uscendo al primo turno all'Estoril ma arriva in semifinale al Madrid Masters, dove viene battuto dal nº 7 ATP Dominic Thiem per 4-6, 2-6. Il risultato gli vale il 7º posto nella classifica ATP, nuovo best ranking. Al secondo turno degli Internazionali d'Italia è costretto al ritiro per un infortunio a una coscia dopo aver perso il primo set contro Aljaž Bedene. Riesce a recuperare per il Roland Garros e raggiunge gli ottavi di finale, dove si fa rimontare due set di vantaggio dallo specialista della terra rossa Diego Schwartzman e perde al quinto set.
All'ATP 500 del Queen's di Londra esce al primo turno ma si rende protagonista di un grande torneo di Wimbledon; nei primi turni supera con relativa facilità nell'ordine Gombos, Seppi (a cui cede un set) e Kohlschreiber. Al quarto turno ha bisogno di tre tie-break per battere Monfils in 4 set e accede per la prima volta ai quarti nei quali, dopo essere stato sotto di due set, rimonta a sorpresa il favorito Federer, campione uscente e 8 volte vincitore del torneo, salva un match-ball e si impone con il punteggio di 2-6, 6(5)–7, 7-5, 6-4, 13-11. Contro John Isner disputa la semifinale più lunga nella storia di Wimbledon vincendola con il punteggio di 7–6(6), 6(5)–7, 6(5)–7, 6-4, 26-24 in 6 ore e 36 minuti. In finale viene battuto da Novak Đoković con il risultato di 2-6, 2-6, 6-7 dopo aver sprecato 5 set-point nel terzo set. Nonostante la sconfitta, porta il suo best ranking alla 5ª posizione, la più alta mai raggiunta da un sudafricano da quando è stata introdotta la classifica ATP.

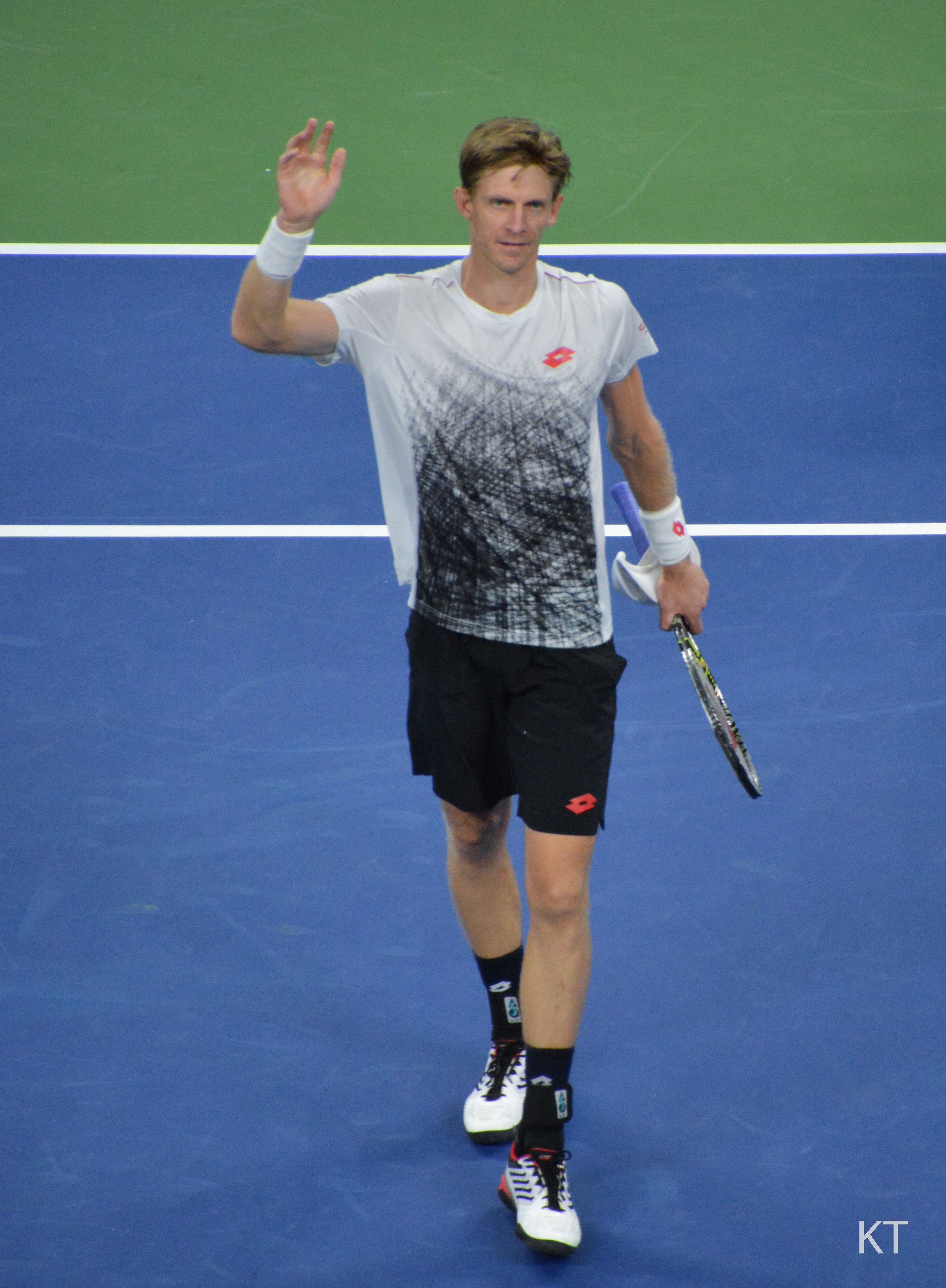
Dopo la vittoria su Shapovalov agli US Open 2018

Costretto a rinunciare all'ATP 500 di Washington per un problema alla mano, conferma il grande momento di forma al successivo Masters di Toronto concedendo nei quarti di finale solo 4 giochi al nº 5 del mondo Grigor Dimitrov, in semifinale spreca un match-point contro l'emergente Stefanos Tsitsipas, che si impone per 9-7 nel tiebreak decisivo. Arriva a disputare il quarto turno agli US Open dopo due battaglie vinte al quinto set contro Ryan Harrison e Denis Shapovalov, e viene eliminato in tre set dal nº 9 ATP Dominic Thiem. In settembre viene convocato per la prima volta a giocare la Laver Cup e ottiene due prestigiose vittorie: in doppio insieme a Jack Sock sconfigge Ðoković / Federer e ha la meglio anche in singolare sul campione serbo, contro il quale era reduce da 6 sconfitte consecutive. Contro Zverev subisce invece la quinta sconfitta su altrettanti incontri disputati e la squadra europea si aggiudica il trofeo. Dopo i quarti raggiunti a Tokyo e a Shanghai, in ottobre vince a Vienna il suo primo titolo ATP 500 sconfiggendo in finale Kei Nishikori con il punteggio di 6-3, 7-6(3). In virtù del 6º posto nel ranking, disputa per la prima volta le ATP Finals e si qualifica alla semifinale grazie alle vittorie su Thiem e Nishikori, al quale lascia un solo gioco. È ininfluente la sconfitta subita nell'ultimo incontro di round robin contro Federer e in semifinale cede per 2-6, 2-6 contro Ðoković.

#### 2019: un titolo ATP, diversi infortuni, operazione e crollo nel ranking
Inizia la nuova stagione conquistando il suo sesto titolo ATP a Pune, con la vittoria in finale su Ivo Karlović al termine di tre tiebreak. Al secondo turno dell'Australian Open viene sconfitto a sorpresa da Frances Tiafoe e si deve quindi fermare due mesi per un infortunio al gomito. Rientra a metà marzo al Miami Open e viene seccamente sconfitto da Federer nei quarti di finale. Dopo questo torneo si deve nuovamente fermare per il problema al gomito e salta tutta la stagione europea sulla terra battuta. Riprende a giocare al Queen's, dove esce al secondo turno, mentre a Wimbledon non va oltre il terzo turno. Un nuovo infortunio, questa volta al ginocchio destro, lo costringe in settembre a un intervento chirurgico che pone fine alla sua sfortunata stagione, nella quale ha giocato solo 5 tornei. Verso fine anno crolla nel ranking al 92º posto.

#### 2020: uscita dalla top 100 e rientro
Rientra nel circuito a inizio 2020 cambiando allenatore, facendosi seguire da Diego Moyano. Prende parte alla prima edizione dell'ATP Cup; nella sfida persa 3-0 contro la Serbia viene sconfitto da Ðoković e le vittorie contro Cile e Francia, nelle quali supera Cristian Garin e Benoît Paire, non bastano al Sudafrica per evitare l'eliminazione. Ai successivi Australian Open 2020 batte in 5 set Ivaška e viene eliminato al secondo turno da Taylor Fritz, ancora in 5 set, dopo essere stato in vantaggio per 2 set a 0. Con questa sconfitta esce dai top 100 arrivando al suo peggior ranking da gennaio 2010. In Australia gli viene rilevata un'infrazione al menisco mediale e in marzo si sottopone a una nuova operazione. Rientra a giocare in agosto al Masters di Cincinnati dopo la pausa per il COVID-19 e vince il primo incontro con Kyle Edmund, patisce quindi 4 sconfitte consecutive, tra cui quelle al primo turno degli US Open e degli Internazionali d'Italia. Torna a vincere due incontri al Roland Garros ed esce di scena al terzo turno per mano di Andrej Rublëv. Al torneo di Vienna, invece, si aggiudica vittorie su giocatori dal calibro di Pablo Carreño Busta e Daniil Medvedev ed è costretto al ritiro durante l'incontro di semifinale con Rublëv. Grazie a questi risultati ritorna in top 100, in 86ª posizione.

#### 2021: un titolo ATP
Dopo il terzo turno raggiunto all'esordio stagionale al torneo Melbourne 1, esce al primo turno agli AUstralian Open e, dopo 6 settimane di stop, a Miami. A fine aprile si spinge fino ai quarti all'Estoril e dopo un altro mese di stop esce al primo turno al Roland Garros. Anche la stagione europea sull'erba è deludente e culmina con l'eliminazione al secondo turno a Wimbledon. Arriva quindi a sorpresa il suo trionfo in luglio a Newport, dove si aggiudica l'ultimo titolo ATP in carriera con la vittoria in finale su Jenson Brooksby e risale al 74º posto del ranking. Si migliora ulteriormente dopo il secondo turno raggiunto agli US Open e il terzo turno a Indian Wells, che gli valgono la 60ª posizione. Eliminato al primo turno a Vienna, dove difendeva i punti guadagnati con la semifinale dell'anno prima, chiude la stagione all'80º posto. Nel corso del 2021 non disputa alcun torneo in doppio ed esce dal ranking di specialità.

#### 2022: ritiro
Eliminato al primo turno nei primi due impegni stagionali all'ATP 250 di Melbourne e agli Australian Open, vince il primo incontro del 2022 al successivo torneo di Dallas superando per 6-4, 6-4 Sam Querrey, sarà il suo ultimo successo in un tabellone principale e viene sconfitto al secondo turno nel tie-break decisivo da John Isner. Vince ancora tre incontri in tornei di qualificazione, l'ultimo dei quali contro Mitchell Krueger al Miami Masters, dove supera le qualificazioni e perde l'ultimo incontro della carriera al primo turno contro Juan Manuel Cerundolo. Il 3 maggio annuncia il ritiro dall'agonismo.

#### 2023: il ritorno
A luglio 2023 torna a competere: ottiene una wildcard per l'ATP 250 Newport (USA), nel quale raggiunge i quarti di finale raggiungendo della classifica ATP live il 645º posto.

## Vita privata
Soprannominato lo Struzzo per la sua altezza (203 cm), è sposato dal 2011 con l'ex golfista Kelsey O'Neal, con la quale ha avuto la figlia Keyra nata nel settembre del 2019, e vive prevalentemente negli Stati Uniti. Il suo migliore amico nel circuito ATP è Denis Istomin. Con un altro tennista, G.D. Jones (diventato poi suo allenatore) ha creato il sito web RealLifeTennis.com.

## Statistiche

### Singolare

#### Vittorie (7)
| Legenda             |
| Grande Slam (0)     |
| ATP Finals (0)      |
| ATP Master 1000 (0) |
| ATP Tour 500 (1)    |
| ATP Tour 250 (6)    |

| N. | Data             | Torneo                            | Superficie  | Avversario in finale  | Punteggio              |
| 1. | 6 febbraio 2011  | SA Tennis Open, Johannesburg      | Cemento     | Somdev Devvarman      | 4-6, 6-3, 6-2          |
| 2. | 4 marzo 2012     | Delray Beach Open, Delray Beach   | Cemento     | Marinko Matosevic     | 6-4, 7-6(2)            |
| 3. | 30 agosto 2015   | Winston-Salem Open, Winston-Salem | Cemento     | Pierre-Hugues Herbert | 6-4, 7-5               |
| 4. | 19 febbraio 2018 | New York Open, New York           | Cemento (i) | Sam Querrey           | 4-6, 6-3, 7-6(1)       |
| 5. | 28 ottobre 2018  | Vienna Open, Vienna               | Cemento (i) | Kei Nishikori         | 6-3, 7-6(3)            |
| 6. | 5 gennaio 2019   | Maharashtra Open, Pune            | Cemento     | Ivo Karlović          | 7-6(4), 6(2)-7, 7-6(4) |
| 7. | 18 luglio 2021   | Hall of Fame Open, Newport        | Erba        | Jenson Brooksby       | 7-6(8), 6-4            |

#### Finali perse (13)
| Legenda             |
| Grande Slam (2)     |
| ATP Finals (0)      |
| ATP Master 1000 (0) |
| ATP Tour 500 (4)    |
| ATP Tour 250 (7)    |

| N.  | Data              | Torneo                             | Superficie  | Avversario in finale  | Punteggio              |
| 1.  | 9 marzo 2008      | Tennis Channel Open, Las Vegas     | Cemento     | Sam Querrey           | 6-4, 3-6, 4-6          |
| 2.  | 12 gennaio 2013   | Sydney International, Sydney       | Cemento     | Bernard Tomić         | 3-6, 7-6(2), 3-6       |
| 3.  | 14 aprile 2013    | Grand Prix Hassan II, Casablanca   | Terra rossa | Tommy Robredo         | 6(6)-7, 6-4, 3-6       |
| 4.  | 28 luglio 2013    | Atlanta Open, Atlanta              | Cemento     | John Isner            | 7-6(3), 6(2)-7, 6(2)-7 |
| 5.  | 23 febbraio 2014  | Delray Beach Open, Delray Beach    | Cemento     | Marin Čilić           | 6(6)-7, 7-6(7), 4-6    |
| 6.  | 1º marzo 2014     | Open del Messico, Acapulco         | Cemento     | Grigor Dimitrov       | 6(1)-7, 6-3, 6(5)-7    |
| 7.  | 15 febbraio 2015  | Memphis Open, Memphis              | Cemento (i) | Kei Nishikori         | 4-6, 4-6               |
| 8.  | 21 giugno 2015    | Queen's Club Championships, Londra | Erba        | Andy Murray           | 3-6, 4-6               |
| 9.  | 8 agosto 2017     | Washington Open, Washington        | Cemento     | Alexander Zverev      | 4-6, 4-6               |
| 10. | 10 settembre 2017 | US Open, New York                  | Cemento     | Rafael Nadal          | 3-6, 3-6, 4-6          |
| 11. | 6 gennaio 2018    | Maharashtra Open, Pune             | Cemento     | Gilles Simon          | 6(4)-7, 2-6            |
| 12. | 3 marzo 2018      | Open del Messico, Acapulco (2)     | Cemento     | Juan Martín del Potro | 4-6, 4-6               |
| 13. | 15 luglio 2018    | Wimbledon, Londra                  | Erba        | Novak Đoković         | 2-6, 2-6, 6(3)-7       |

### Doppio

#### Vittorie (1)
| Legenda             |
| Grande Slam (0)     |
| ATP Finals (0)      |
| ATP Master 1000 (0) |
| ATP Tour 500 (1)    |
| ATP Tour 250 (0)    |

| N. | Data          | Torneo                     | Superficie | Compagno      | Avversari in finale        | Punteggio |
| 1. | 1º marzo 2014 | Open del Messico, Acapulco | Cemento    | Matthew Ebden | Feliciano López Maks Mirny | 6-3, 6-3  |

#### Sconfitte (3)
| Legenda                  |
| Grande Slam (0)          |
| ATP Finals (0)           |
| ATP Tour Master 1000 (0) |
| ATP Tour 500 (2)         |
| ATP Tour 250 (1)         |

| N. | Data             | Torneo                                | Superficie  | Compagno      | Avversari in finale              | Punteggio              |
| 1. | 19 febbraio 2012 | Pacific Coast Championships, San Jose | Cemento (i) | Frank Moser   | Mark Knowles Xavier Malisse      | 4–6, 6–1, [5–10]       |
| 2. | 5 agosto 2012    | Washington Open, Washington           | Cemento     | Sam Querrey   | Treat Conrad Huey Dominic Inglot | 6(5)–7, 7–6(7), [5–10] |
| 3. | 26 ottobre 2014  | Valencia Open, Valencia               | Cemento (i) | Jérémy Chardy | Jean-Julien Rojer Horia Tecău    | 4-6, 2-6               |

### Tornei minori

#### Singolare

##### Vittorie (6)
| Legenda tornei minori |
| Challenger (4)        |
| Futures (2)           |

| N. | Data              | Torneo                                      | Superficie  | Avversario in finale | Punteggio            |
| 1. | 21 novembre 2004  | Gaborone                                    | Cemento     | Wesley Whitehouse    | 6(1)-7, 6-4, 7-6(10) |
| 2. | 24 giugno 2007    | Sacramento                                  | Cemento     | Iván Miranda         | 7-6(4), 6-3          |
| 3. | 16 settembre 2007 | Trial Lawyers Men's Challenger, New Orleans | Cemento     | Sam Warburg          | 6-4, 6-0             |
| 4. | 16 novembre 2008  | JSM Challenger, Champaign                   | Cemento (i) | Kevin Kim            | 6-3, 6-4             |
| 5. | 10 maggio 2009    | Sanremo Tennis Cup, Sanremo                 | Terra rossa | Blaž Kavčič          | 2-6, 6-2, 7-5        |
| 6. | 18 aprile 2010    | Sporting Challenger, Baton Rouge            | Cemento     | Tobias Kamke         | 6(7)-7, 7-6(7), 6-1  |

## Risultati in progressione
| Sigla | Risultato               |
| ----- | ----------------------- |
| V     | Vincitore               |
| F     | Finalista               |
| SF    | Semifinalista           |
| O     | Oro olimpico            |
| A     | Argento olimpico        |
| SF    | Bronzo olimpico         |
| QF    | Quarti di Finale        |
| 4T    | Quarto turno            |
| 3T    | Terzo turno             |
| 2T    | Secondo turno           |
| 1T    | Primo turno             |
| RR    | Round Robin             |
| LQ    | Turno di qualificazione |
| A     | Assente                 |
| ND    | Non disputato           |

| Legenda superfici    |
| -------------------- |
| Cemento              |
| Terra battuta        |
| Erba                 |
| Superficie variabile |

| Grande Slam                |     |     |     |     |     |     |      |      |     |      |      |     |     |     |      |       |
| Australian Open, Melbourne | 1T  | 1T  | 1T  | 1T  | 3T  | 4T  | 4T   | 4T   | 1T  | A    | 1T   | 2T  | 2T  | 1T  | 1T   | 13–14 |
| Roland Garros, Parigi      | LQ  | LQ  | 1T  | 2T  | 3T  | 4T  | 4T   | 3T   | 1T  | 4T   | 4T   | A   | 3T  | 1T  |      | 19–11 |
| Wimbledon, Londra          | 1T  | LQ  | 1T  | 2T  | 1T  | 3T  | 4T   | 4T   | 1T  | 4T   | F    | 3T  | A   | 2T  |      | 21–12 |
| US Open, New York          | LQ  | LQ  | 3T  | 3T  | 1T  | 2T  | 3T   | QF   | 3T  | F    | 4T   | A   | 1T  | 2T  |      | 23–11 |
| Vittorie-Sconfitte         | 0–2 | 0–1 | 2-4 | 4–4 | 4-4 | 9-4 | 11-4 | 12-4 | 2-4 | 12-3 | 12-4 | 3-2 | 3-3 | 2-4 | 0–1  | 76-48 |
| Statistiche carriera       |     |     |     |     |     |     |      |      |     |      |      |     |     |     |      |       |
| Finali ATP World Tour      | 1   | 0   | 0   | 1   | 1   | 3   | 2    | 3    | 0   | 2    | 5    | 1   | 0   | 1   | 0    | 20    |
| Tornei vinti               | 0   | 0   | 0   | 1   | 1   | 0   | 0    | 1    | 0   | 0    | 2    | 1   | 0   | 1   | 0    | 7     |
| Ranking di fine anno       | 104 | 162 | 61  | 32  | 37  | 20  | 16   | 12   | 67  | 14   | 6    | 91  | 81  | 80  | rit. | N/A   |